# Guepiniopsis estonica
Guepiniopsis estonica är en svampart som först beskrevs av Raitv., och fick sitt nu gällande namn av M. Dueñas 2005. Guepiniopsis estonica ingår i släktet Guepiniopsis och familjen Dacrymycetaceae.   Inga underarter finns listade i Catalogue of Life.
I den svenska databasen Dyntaxa används istället namnet Dacrymyces estonicus för samma taxon.  Arten är reproducerande i Sverige.